# USS Monterey (BM-6)
USS Monterey (BM-6) byl monitor Námořnictva Spojených států amerických. Byl jediným plavidlem své třídy. Ve službě byl v letech 1893–1921. Po vyřazení byl sešrotován.

## Stavba

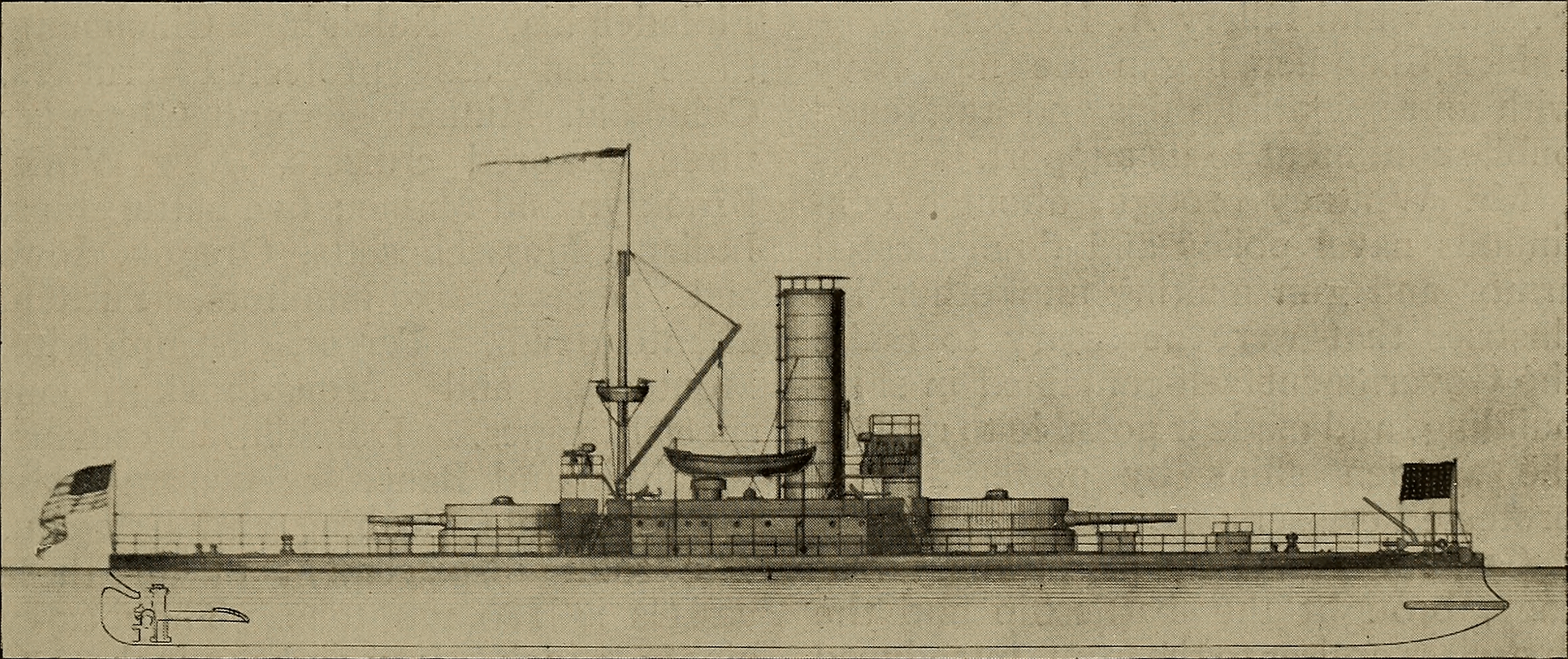
Základní uspořádání monitoru Monterey

Monitor postavila americká loděnice Union Iron Works v San Franciscu. Jeho kýl byl založen 20. prosince 1889, na vodu byl spuštěn 28. dubna 1891 a do služby byl přijat 13. února 1893.

## Konstrukce

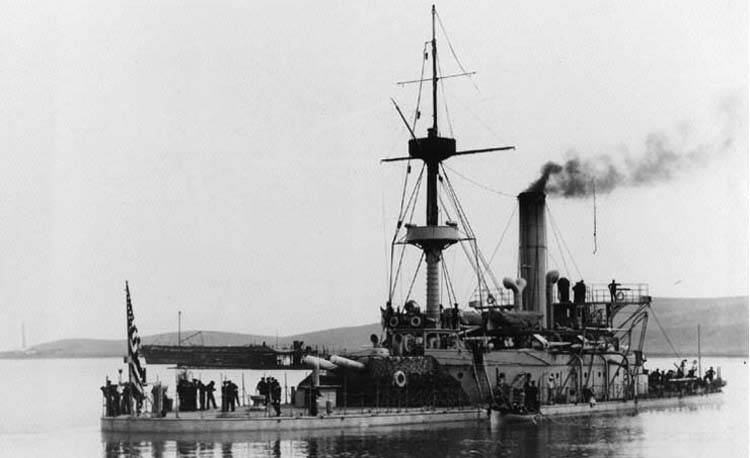
Monterey

Jako hlavní výzbroj byl původně plánován jeden 406mm kanón a jeden 305mm kanón, doplněné 381mm pneumatickým kanónem. Ve skutečnosti však byl monitor vyzbrojen dvěma 305mm kanóny Mk 1 ve dvouhlavňové věži na přídi a dvěma 254mm kanóny Mk 2 ve dvouhlavňové věži na zádi, které doplňovalo šest 57mm kanónů QF 6 pounder Hotchkiss v jednohlavňových lafetách. Pohonný systém tvořily čtyři kotle a dva parní stroje s trojnásobnou expanzí o výkonu 5250 hp, pohánějící dva lodní šrouby. Plánované nejvyšší rychlosti čtrnáct uzlů monitor nedosahoval. Jeho nejvyšší rychlost byla jedenáct uzlů.

## Služba
Monitor Monterey operoval na západním pobřeží Spojených států amerických. Na Španělsko-americké války v roce 1898 byl odeslán na Filipíny. V dalších letech zůstal v Asii. V letech 1900–1903 operoval ze Šanghaje. V letech 1904–1911 byl opakovaně převáděn do rezervy a reaktivován. V letech 1911–1913 sloužil v Asii (China Station). V roce 1917 byl odtažen do Pearl Harboru, kde byl do roku 1921 využíván jako strážní loď a mateřská loď ponorek. Roku 1920 bylo jeho trupové číslo změněno z M-6 na BM-6. Roku 1922 byl prodán do šrotu.